# Sŏn’gun
Sŏn’gun (Koreaans: 선군정치; Nederlands: Voorrang voor het leger) is naast Juche het voornaamste ideologische uitgangspunt van de Democratische Volksrepubliek Korea (Noord-Korea). Het was ook grondwettelijk verankerd, maar in de herziening van 2019 wordt niet meer gesproken over Sŏn’gun.
Al vanaf de stichting van de volksrepubliek is Noord-Korea een militaire staat. Volgens de Sŏn’gun-ideologie, die rond 1995 werd ontwikkeld door Kim Jong-il (voortbordurend op eerdere concepten van zijn vader, Kim Il-sung), loopt het land voortdurend gevaar om te worden aangevallen door vijandelijke staten, zoals Zuid-Korea (waarmee het land ook nog steeds formeel in oorlog is) en de Verenigde Staten van Amerika. Volgens de Sŏn’gun kan het Noord-Korea niet anders dan er een groot leger op na te houden om het land te verdedigen. In concreto: het overgrote deel van de jaarlijkse begroting wordt uitgegeven aan militaire doeleinden. Het leger van Noord-Korea moet langzaam maar zeker geheel zelfvoorzienend zijn en niet meer afhankelijk van het importeren van wapens. Een van de stappen in die richting is het ontwikkelen van kernwapens. Sŏn’gun gaat echter nog een stap verder: iedere Noord-Koreaan een soldaat die altijd bereid is om het land met gevaar voor eigen leven te verdedigen. Sŏn’gun streeft naar militarisering van de bevolking volgens het concept van de "vier lijnen" (ontwikkeld in de jaren '60 door Kim Il-sung): het volk bewapenen, het volk te voorzien van een militaire opleiding, het land versterken en de militaire sector moderniseren. Vervult in een communistische staat als de Volksrepubliek China de boerenstand de rol van "revolutionaire voorhoede" (en in de voormalige Sovjet-Unie vervulden de arbeiders de rol van voorhoede), in het postcommunistische Noord-Korea vervult het leger die rol. 
Tegenwoordig lijkt Sŏn’gun binnen de ideologie van de Koreaanse Arbeiderspartij een prominentere rol in te nemen dan Juche.
Aan de Universiteit voor Wetenschappen en Technologie van Pyongyang wordt Sŏn’gun onderwezen.